# Aplochiton taeniatus
La peladilla  o farionela (Aplochiton taeniatus) es una especie del género de peces eurihalinos Aplochiton, de la familia Galaxiidae en el orden Osmeriformes. Habita en aguas frías a templado-frías del sur de América del Sur. Esta especie alcanza los 33,4 cm de largo total.

## Distribución
Aplochiton taeniatus habita en aguas frías a templado-frías del oeste y sudoeste de la Argentina, y el centro-sur y sur de Chile, a ambos lados de la cordillera de los Andes. En la Argentina se distribuye desde el lago Lácar hacia el sur, y en Chile, desde el lago Villarrica hacia el sur. Puede vivir en aguas salobres, por ejemplo en estuarios del canal Beagle, del archipiélago de Tierra del Fuego.

## Taxonomía
Esta especie fue descrita originalmente en el año 1842 por el naturalista inglés Leonard Jenyns. La localidad tipo es: «ríos que desembocan en Gore Sound, archipiélago de Tierra del Fuego».
Características
Se diferencia de Aplochiton zebra por su cuerpo que es más bajo, sus aletas ventrales las cuales están más distanciadas de las pectorales, por su maxilar el que es más largo, y por la cabeza, que es proporcionalmente más larga y angosta.
Su coloración dorsal es parda-olivácea, la cual pasa a blanquecina ventralmente, siendo dorada en las aletas, en especial en la mitad apical. En los flancos muestra una banda plateada. Algunos autores mencionan la presencia de puntos oscuros por todo el cuerpo.

## Costumbres
Alimentación
Su dieta se compone fundamentalmente de insectos acuáticos y microorganismos.